# 泰利施托克山
46°37′22″N 8°23′09″E / 46.62265°N 8.38582°E

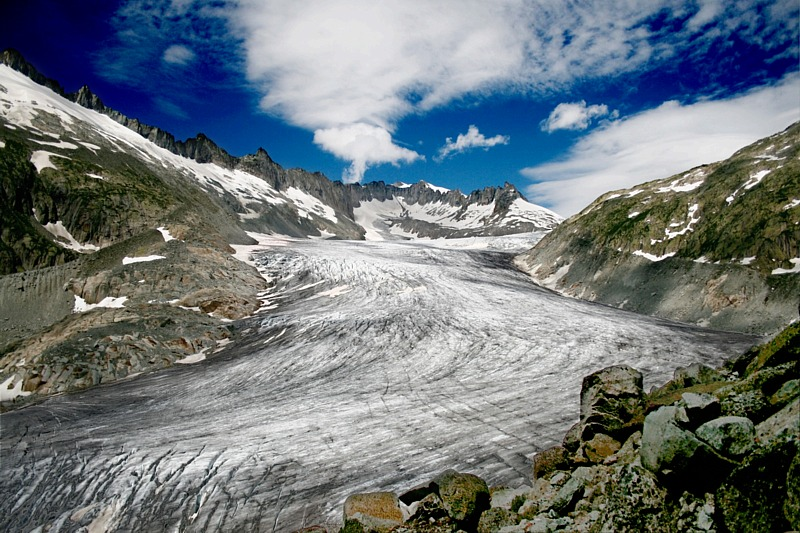

泰利施托克山（Tällistock），是瑞士的山峰，位於該國南部，由瓦萊州負責管轄，屬於烏里山的一部分，該山峰海拔高度3,184米，每年平均降雨量2,465毫米。